# 乌克兰大饥荒
乌克兰大饥荒（羅馬化：Holodomor，直译：「以饥饿灭绝」，出自，意为“以饥饿杀死”）於1932年至1933年发生在乌克兰苏维埃社会主义共和国，由於隱瞞，據後來估計，大約有240萬至750萬烏克蘭人因此死亡。虽然同一时期在苏联各地都发生了饥荒，但一词通常用来特指在乌克兰民族聚居区内发生的饥荒。当代学者大多認為乌克兰大饥荒是在斯大林农业集体化运动的背景下出现的灾难，造成饥荒的原因有自然因素，但更主要的是政治與人为因素。
在乌克兰的觀點來看，这次饥荒有时被认为是故意制造的、针对乌克兰族的行动，因此當地也稱為「饥荒种族清洗」。历史学家认为苏联政府在這次大饥荒中起了推波助澜的作用，致使大饥荒的后果更加惨重。一些乌克兰人认为苏联对这次大饥荒的责任相当于纳粹德国屠杀犹太人，并且认为苏联专门利用饥荒清洗乌克兰民族主义者，其行为法律上构成种族灭绝。截至2018年，有20多个国家认为乌克兰大饥荒是種族灭绝。
乌俄战争期间，俄罗斯在2022年10月拆除了被其占领的乌克兰南部城市马里乌波尔的大饥荒纪念碑。

## 饥荒的经过

1933年乌克兰哈尔科夫街上的饿殍

在推行农业集体化期间，大量苏共党员被派往农村，动员农户加入集体农庄，他们在乌克兰遇到了消极的和积极的抵抗，最终导致对乌克兰“富农”阶层的集体逮捕和流放。大量擅长耕作、富有农业生产经验的乌克兰农户被划为“富农”，全家流放到西伯利亚和中亚地区，这导致乌克兰农业生产技术和生产率的下降。免于被流放的农户因为担心被划成富农，因此不愿耕作，其直接结果就是1932年乌克兰粮食产量暴跌。当年全苏联预计可以收获9070万吨粮食，但实际上只收获了5500至6000万吨。苏联政府征得的粮食数量也从预计的2650万吨下降至1850万吨。为了解决粮食短缺问题，1932年8月7日，苏联最高苏维埃颁布了一项新法令，规定“盗窃集体农庄财物”可以判处死刑。这一法令从根本上禁止农民将任何农产品据为己有。至1933年1月，有7.9万名农民因此罪名被逮捕，其中4880人被判处死刑。
在禁止农民占有收获的粮食後，1932年12月6日，苏共政治局颁布了另外一项秘密命令，将全乌克兰的所有生产资料（农具、牲畜、种子）收归公有，禁止将任何粮食和制成品运入乌克兰农村，并在全乌克兰禁止商品和农产品的异地买卖。此外还向乌克兰农村派出了搜粮队，没收农民的种子、余粮和口粮。
这几项惩罚性措施实施数月後，到1933年春天，在全乌克兰范围内出现了极其严重的饥荒现象。苏共和乌克兰政治局发出了一些补救性的命令，包括向饥荒地区运去32万吨粮食，但同时自乌克兰向外运出粮食的行动仍未停止。当年春天在俄罗斯西部和乌克兰大部分地区出现的干旱进一步加重了饥荒。与此同时，苏联政府禁止灾民向外流动，乌克兰以及顿河流域同外界的交通被中断，外界禁止进入这些地区。任何未经许可便试图离开乌克兰的饥民都被作为“阶级敌人”逮捕。此时发生了大量人吃人的现象。苏联官方宣传报曾写道: "吃自己的孩子是野蛮人行为":225有超过2500人因为吃人而被定罪。
乌克兰人周报一直追踪1933年的情况，报道了当时通信上的困难和可怕的场面。1933年12月1日报道了一次大规模抗议。
从1933年起，苏联官方采用了新的粮食统计手段，不再使用实际收到谷仓裡的数字，而是用“生物学产量”，极度夸大农田产量，目的是作为定量强迫集体农庄多交粮食，以致于苏联30、40年代的农业产量超出了任何外国专家的想象。苏联专家在50年代在研究的时候都试图纠正30年代到40年代的数字。
1933年冬至次年春，乌克兰气候条件转好。1934年农作物收获量有所提高，乌克兰饥荒状况逐渐消失。

## 饥荒的后果

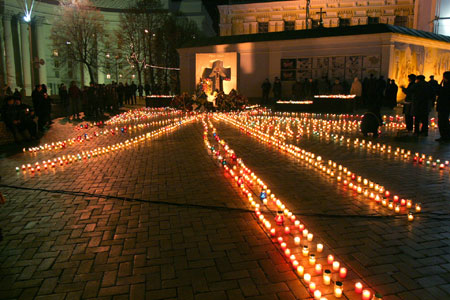
纪念乌克兰大饥荒受难者的十字架，位于基辅

由于缺乏官方统计数字，死于乌克兰大饥荒的人数只能进行估算，具体人数在250万到480万之间。除了饥饿外，缺乏营养、抵抗力下降后导致的疾病感染（主要是斑疹伤寒和伤寒）也是主要的死亡原因，尤其是城市人口死亡的主要原因。死亡人口中，81.3%是乌克兰人，4.5%是俄罗斯人，1.4%为犹太人，1.1%为波兰人。还有为数不少的白俄罗斯人、匈牙利人、伏尔加德意志人和克里米亚鞑靼人死于乌克兰大饥荒。
除了饥荒外，1932年到1933年，苏联还对抱有民族主义观点的乌克兰知识分子、作家等民族文化精英进行了清洗。
苏联长期以来一直否认发生了饥荒，並且禁止國內讨论此事。甚至當時的紐約時報記者沃特·杜兰蒂和访问蘇聯的肖伯納也否認烏克蘭出現饑荒。内务人民委员部以及后来的克格勃控制了大饥荒时期的档案。受害者的确切人数仍然未知。历史学家斯蒂芬·G·惠特克罗夫特（Stephen G. Wheatcroft）指出，这一时期的官方死亡统计数据有不少遺漏。
在2000年代，随着苏联档案的公布以及俄罗斯与乌克兰总统维克托·尤先科之间的紧张关系的加剧，历史学家和民间社会就死亡人数展开了討論。尤先科和其他乌克兰政客表示死亡人数在七百萬到一千万之间。

## 争議
有中國學者觀點認為這場飢荒是一場失敗的農業經濟改革引起的災難，並非針對烏克蘭人的種族屠殺，而許多烏克蘭民族主義者將1932年蘇聯大饑荒切割為單獨針對烏克蘭人的事件。事實上在1930年代的大清洗時期，不論是俄羅斯、烏克蘭和白俄羅斯都傷亡慘重，而在1918~1922年代俄羅斯人也是受害者，在俄國內戰中因為战争及战时共产主义政策造成的饥荒而死亡的俄羅斯人约为500萬。
乌克兰独立後，许多乌克兰政治家和学者认为1932年－1933年大饥荒是苏联对乌克兰的种族清洗和种族灭绝。但是亲俄罗斯的政客以及俄罗斯政府反对这样的叫法。
2003年10月，一場關於乌克兰大饥荒的國際會議在维琴察社會暨宗教歷史學會举行会议，共有28名會議參與者包括知名歷史學家一同签署声明，要求意大利政府和欧洲议会承认乌克兰大饥荒是有计划性的乌克兰族种族灭绝。
乌克兰国会和许多国家的乌克兰人社团对普利策奖委员会发出呼吁，要求其撤銷1932年颁发给《纽约时报》驻苏联记者沃特·杜兰蒂的奖项。沃特·杜兰蒂因对苏联五年计划的系列报道而获得了该奖，但是他在明知乌克兰发生大饥荒的情况下仍对全世界隐瞒了这一惨剧的真相，并且在报道中宣称“乌克兰根本未发生饥荒，而且也不可能发生”。

## 纪念

各国对乌克兰大饥荒的态度:
正式认定为种族灭绝行为
官方谴责这是一种灭绝行为
官方未承认这是种族灭绝行为

2002年初，乌克兰政府解密了1000多份有关饥荒的秘密文件。乌克兰总统库奇马也签署法令，将每年11月第四個星期六定为“饥荒纪念日”。
2006年11月25日，乌克兰各城市下半旗，并在国旗上缠上黑丝带，向大饥荒的死难者致哀。乌克兰总统尤先科和议会议长莫罗兹主持了大饥荒纪念馆的奠基仪式，并在市中心广场举行烛光哀悼活动。全乌克兰的电视台和电台停止播放娱乐节目。
2017年11月25日，乌克兰举行的纪念活动中，总统波罗申科、总理格罗伊斯曼等政要向大饥荒纪念碑献花圈，全国政府机构降半旗致哀，各地教堂举行了弥撒活动。波罗申科表示任何否认大饥荒或否认二战犹太人大屠杀的行为都是不道德的，应该制定法律让否认这两个悲剧的人承担责任。俄罗斯自诩为苏联的继承者，应当为这一罪行负责，希望看到俄新的精英承认大饥荒是种族清洗并为此忏悔。
2018年10月3日，美国参议院通过决议，承认美国一个委员会於1988年有关乌克兰大饥荒的决定，那就是斯大林和他周围的人在1932年－1933年犯下了针对乌克兰人民的民族灭绝罪行。
2022年11月26日，乌克兰总统弗拉基米尔·泽连斯基和妻子歐倫娜·澤倫斯卡一同参与基辅广场上点燃蜡烛的活动，以纪念乌克兰1932-33年大规模饥荒的受害者。11月30日，德国联邦议院通过决议，承认在苏联领导人约瑟夫·斯大林领导下对1932年－1933年乌克兰饥荒是一场种族灭绝。12月15日，歐洲議會通過決議，認定蘇乌克兰大饥荒是「種族滅絕」。
2023年3月28日，法国国民议会認定乌克兰大饥荒为种族灭绝。

## 相关作品
- 《琼斯先生》，2019年波兰导演阿格涅丝卡·霍兰指导影片。

## 於各州的影響（列表）
- 頓涅茨克州受烏克蘭大饑荒影響定居點列表

## 延伸閱讀
- Applebaum, Anne. . Knopf Doubleday Publishing Group. 2017. ISBN 9780385538862.
- Baumeister, Roy. . New York: Henry Holt and Company. 1999. ISBN 978-0-8050-7165-8.
- Bilinsky, Yaroslav. . Journal of Genocide Research. 1999, 1 (2): 147–156  [2006-06-05]. doi:10.1080/14623529908413948. （原始内容存档于2008-06-15）.
- Conquest, Robert. . Europe-Asia Studies. 1999, 51 (8): 1479–1483. JSTOR 153839. doi:10.1080/09668139998426.
- Conquest, Robert.  New. New York: W. W. Norton & Company. 2001. ISBN 978-0-393-32086-2.
- Conquest, Robert. . London: Pimlico. 2002 [1986]. ISBN 978-0-7126-9750-7.
- Davies, Robert W.; Wheatcroft, Stephen G.  (PDF). Wheatcroft, Stephen G.  (编). . Houndmills: Palgrave Macmillan. 2002  [2022-04-09]. ISBN 978-0-333-75461-0. （原始内容 (PDF)存档于2021-05-14）.
- Davies, Robert W.; Wheatcroft, Stephen G.  (PDF). Europe-Asia Studies. 2006, 58 (4): 625–633  [2022-04-09]. JSTOR 20451229. S2CID 145729808. doi:10.1080/09668130600652217. （原始内容 (PDF)存档于2022-04-03）.
- Davies, Robert W.; Wheatcroft, Stephen G. . Houndmills: Palgrave Macmillan. 2010. ISBN 978-0-230-23855-8.
- Davies, Norman. . London: Jonathan Cape. 2006  [2022-04-09]. ISBN 978-0-224-06924-3. （原始内容存档于2022-04-16）.
- Dolot, Miron. . New York: W. W. Norton & Company. 1985. ISBN 978-0-393-30416-9.
- Ellman, Michael.  (PDF). Europe-Asia Studies. 2005, 57 (6): 823–41  [2022-04-09]. S2CID 13880089. doi:10.1080/09668130500199392. （原始内容 (PDF)存档于2009-02-27）.
- Ellman, Michael. . Europe-Asia Studies. 2007, 59 (4): 663–693  [2022-04-09]. S2CID 53655536. doi:10.1080/09668130701291899. （原始内容 (PDF)存档于2007-10-14）.
- Engerman, David. . Cambridge, MA: Harvard University Press. 2003  [2022-04-09]. ISBN 978-0-674-01151-9. （原始内容存档于2022-04-29）.
- Hadzewycz, Roma; Zarycky, George B.; Kolomayets, Martha (编). . Jersey City, NJ: Ukrainian National Association. 1983.
- Hryshko, Vasyl. . New York: DOBRUS; Toronto: SUZHERO. 1978.
- Jones, Adam.  2nd. Milton Park: Routledge. 2010  [2022-04-09]. ISBN 978-0-415-48619-4. （原始内容存档于2022-04-14）.
- Kotkin, Stephen. . New York: Penguin Press. 2017. ISBN 978-1594203800.
- Kulchytsky, Stanislav; Yefimenko, Hennadiy.  [Demographic consequences of the 1933 Holodomor in Ukraine. The all-Union census of 1937 in Ukraine: Documents and Materials]. Kyiv: Institute of History. 2003  [2022-04-09]. ISBN 978-966-02-3014-9. （原始内容存档于2016-05-07） （乌克兰语）.
- Laar, Mart. . Unitas Foundation. 2010  [2015-11-02]. ISBN 978-9949-21-479-2. （原始内容存档于2022-03-03）.
- Liber, George. Total wars and the making of modern Ukraine, 1914–1954 ( U of Toronto Press, 2016).
- Luciuk, Lubomyr, editor, Holodomor: Reflections on the Great Famine of 1932–1933 in Soviet Ukraine, Kashtan Press, Kingston, 2008
- Mace, James E. . Totten, Samuel; Parsons, William S.; Charny, Israel W.  (编). . London: Routledge. 2004  [2022-04-09]. ISBN 978-0-415-94430-4. （原始内容存档于2022-04-21）.
- Mace, James E.  [Your dead chose me ...]. Kyiv: Vyd-vo ZAT "Ukraïns'ka pres-hrupa". 2008. ISBN 978-966-8152-13-9. (A collection of Mace's articles and columns published in Den from 1993 to 2004).
- Marples, David R. . Budapest: Central European University Press. 2007  [2022-04-09]. ISBN 978-963-7326-98-1. （原始内容存档于2022-05-20）.
- Meslé, France; Pison, Gilles; Vallin, Jacques.  (PDF). Population and Societies. 2005, (413): 1–4. （原始内容 (PDF)存档于2011-05-26）.
- Montefiore, Simon Sebag. . New York: Alfre. 2003. ISBN 978-0307291448.
- Mordini, Emilio; Green, Manfred.  (PDF). Amsterdam, Netherlands: IOS Press. 2009  [2012-07-22]. ISBN 978-1-58603-940-0. （原始内容 (PDF)存档于2019-10-26）.
- Naimark, Norman M. . Princeton, NJ: Princeton University Press. 2010  [2022-04-09]. ISBN 978-0-691-14784-0. （原始内容存档于2022-03-08）.
- Pipes, Richard. . New York: Vintage Books. 1995. ISBN 978-0-679-76184-6.
- Potocki, Robert. . Lublin: Instytut Europy Środkowo-Wschodniej. 2003. ISBN 978-83-917615-4-0 （波兰语及英语）.
- Pourchot, Georgeta. . Santa Barbara, CA: ABC-CLIO. 2008. ISBN 978-0-275-99916-2.
- Radzinsky, Edvard. . London: Hodder & Stoughton. 1996. ISBN 978-0-340-60619-3.
- Rosefielde, Steven. . Soviet Studies. 1983, 35 (3): 385–409. JSTOR 151363. PMID 11636006. doi:10.1080/09668138308411488.
- Rosefielde, Steven. . Milton Park: Routledge. 2009  [2022-04-09]. ISBN 978-0-415-77756-8. （原始内容存档于2022-03-03）.
- Snyder, Timothy. . New York: Basic Books. 2010. ISBN 978-0-465-00239-9. （原始内容存档于2013-02-22）.
- Sternberg, Robert J.; Sternberg, Karin. . New York: Cambridge University Press. 2008  [2022-04-09]. ISBN 978-0-521-72179-0. （原始内容存档于2022-05-07）.
- Tauger, Mark B.  (PDF). Slavic Review. 1991, 50 (1): 70–89. JSTOR 2500600. doi:10.2307/2500600. （原始内容 (PDF)存档于2016-01-14）.
- Tauger, Mark B. . The Carl Beck Papers in Russian and East European Studies. 2001, (1506): 67. doi:10.5195/CBP.2001.89 .
- Vallin, Jacques; Meslé, France; Adamets, Serguei; Pyrozhkov, Serhii.  (PDF). Population Studies. 2002, 56 (3): 249–264  [2022-04-09]. PMID 12553326. S2CID 21128795. doi:10.1080/00324720215934. （原始内容 (PDF)存档于2022-03-14）.
- Várdy, Steven Béla; Várdy, Agnes Huszár. . East European Quarterly. 2007, 41 (2): 223–238.
- Weiss-Wendt, Anton.  (PDF). Journal of Genocide Research. 2005, 7 (4): 551–559. S2CID 144612446. doi:10.1080/14623520500350017. （原始内容 (PDF)存档于2007-06-10）.
- Werth, Nicolas. . Bloxham, Donald; A. Dirk Moses  (编). . Oxford: Oxford University Press. 2010  [2022-04-09]. ISBN 978-0-19-923211-6. （原始内容存档于2022-04-07）.
- Wheatcroft, Stephen G.  (PDF). V. Vasil'ev; Y. Shapovala  (编). . Kyiv: Geneza. 2001  [2022-04-09]. （原始内容 (PDF)存档于2021-05-08）.
- Wheatcroft, Stephen G. . Food and Foodways. 2004, 12 (2–3): 107–136. S2CID 155003439. doi:10.1080/07409710490491447.
- Wheatcroft, Stephen G. . Contemporary European History. 2018, 27 (3): 465–469. doi:10.1017/S0960777318000358 .
- Wilson, Andrew.  2nd. New Haven, CT: Yale University Press. 2002  [2022-04-09]. ISBN 978-0-300-09309-4. （原始内容存档于2022-02-28）.
- Уиткрофт, С.  [On demographic evidence of the tragedy of the Soviet village in 1931–1933]. V.P. Danilov;  et al  (编).  [The Tragedy of the Soviet Village: Collectivization and Dekulakization 1927–39: Documents and Materials] 3. Moscow: ROSSPEN. 2001. ISBN 978-5-8243-0225-7. （原始内容存档于2008-03-20） （俄语）.